# Ammoperdix
Genre
Ammoperdix est un genre d'oiseaux de la famille des Phasianidae.

## Liste d'espèces
Selon la classification de référence du Congrès ornithologique international (version 2.8, 2011) :
- Ammoperdix griseogularis (Brandt, 1843) — Perdrix si-si
- Ammoperdix heyi (Temminck, 1825) — Perdrix de Hey

## Répartition
La Perdrix si-si vit dans le sud-ouest de l'Asie et la Perdrix de Hey en Égypte et au Moyen-Orient.